# پیمون
پیمون مجموعه‌ای از اندازه‌ها و نسبت‌های کمّی یا ارزیابی‌های کیفی است که در معماری هر گونه سازه‌ای از دیرباز در معماری سنتی ایران پیاده می‌شده‌است. این گردایه به مانند الگویی فراگیر در همه انواع سازه‌ها از کاخ و دژ و ارگ و کوشک گرفته تا آب‌انبار و گرمابه و پل و بازار و خانه کارایی جدی داشته و همه معماران و رازیگران در سرتاسر پهنه فرهنگی ایران آن را به مانند یک دستور کار راهگشا و خردورزانه که جایگزین دیگری ندارد می‌دیده و به آن اهتمام مسئولانه داشته‌اند. نکته بسیار مهم دربارهٔ پیمون آموزش شفاهی و سینه به سینه آن بوده که از استاد به شاگرد در یک روند هزاران ساله به اوج دقت و کارایی رسیده بود. به همین خاطر هم هست که اکنون سند مشخصی از این تناسبات و اندازه‌ها به جز متونی مانند رساله طاق و اَزَج غیاث الدین جمشید کاشانی که غیر مستقیم به بخشی از پیمون پرداخته در دسترس نیست. از دست رفتن سنت استاد و شاگردی که در پی ورافتادن شیوه‌های معماری سنتی ایران و جایگزینی اش با روش‌های مدرن مهندسی عمران روی داد اکنون بیش از پیش این گردایه شفاهی بزرگ را که به تنهایی بخش بزرگ و ارزشمندی  از میراث فرهنگی ناملموس ایران است در آماج نابودی قرار داده است.

## پیمون در معماری ایران
پیمون روشی برای سهولت در کار و جهت دادن به تمامی اندازه‌ها در نیارش بوده‌است. پیمون سبب می‌شود تا یک معمار از یک اندازه و مقیاس استفاده کند. پیمون به این صورت در معماری تنوع ایجاد کرده، به همین دلیل در هیچ‌کدام از بناها اثری از تقلید مشاهده نمی‌گردد. پیمون یا مقیاس ساخت و ساز در معماری ایرانی سه گونه‌است: پیمون کوچک – پیمون بزرگ و خرده پیمون.
پیمون نه تنها در نقشه و اندازهٔ پایه‌ها و ستون‌ها در عرض و طول اتاق‌ها و راهروها اثر دارد، بلکه حالت در و پنجره و نسبت بین آن‌ها را نیز معین می‌کند و پس از همه در پوشش درگاه‌ها، ایوان‌ها، طاق‌ها و گنبد خانه‌ها تأثیر دارد. این تأثیر آن جا آشکار می‌گردد که معمار ایرانی می‌تواند با تضمین کافی با کاربرد پیمون کست افزود، طرح و محاسبه و اجرای آن را در آن واحد انجام دهد؛ بدون این که نا استواری به وجود بیاید.